# The X-Ray Fiend
The X-Ray Fiend è un cortometraggio del 1897 diretto da George Albert Smith.

## Trama
Un uomo e una donna stanno amoreggiando, ma ad un certo punto si avvicina un professore che accende una macchina a raggi X. All'improvviso i due innamorati si trasformano in scheletri. Una volta spenta la macchina a raggi X improvvisamente tornano ad essere umani ma la donna arrabbiata dà uno schiaffo all'uomo e se ne va.